# Police Academy (Zeichentrickserie)
Police Academy ist eine Zeichentrickserie aus dem Jahr 1988, die auf der gleichnamigen Filmreihe aufbaut. 

## Inhalt
Eine Gruppe von neun Kadetten der Polizeiakademie, angeführt von Carey Mahoney, machen ihrem Ausbildern Captain Harris und dessen Assistenten Sgt. Proctor das Leben schwer. Die Sympathien des verträumten Commander Eric Lassard, der die Akademie leitet, liegen dabei eher bei den Kadetten. Nebenbei lösen die Polizeianwärter die verschiedensten Kriminalfälle. 
Ein gänzlich neuer Charakter ist der Professor, der die Polizisten mit technischen Finessen ausstattet, damit diese gegen Bösewichte gewappnet sind. Eine weitere Anpassung sind auch die Bösewichte, die plakative Namen wie Numbskull, The Claw und Kingpin tragen. Jede Folge schließt mit einem Sicherheitstipp für die zuschauenden Kinder.

## Produktion und Veröffentlichung
Die Serie wurde 1988 von Ruby-Spears Productions und Warner Bros. Television produziert, Regie führten Ron Oliver und Allan Harmon. Drehbuchautor war Bruce Shelly.
Der Sender Columbia Broadcasting System strahlte die Serie vom 1. September 1988 bis zum 2. September 1989 in den USA aus. Die Serie wurde unter anderem ins Italienische übersetzt, die deutsche Fassung wurde erstmals ab dem 1. Januar 1991 durch Sat.1 gezeigt. 1994 lief sie bei ProSieben. Von 1999 bis 2004 wurde sie insgesamt neunmal ausgestrahlt, darunter siebenmal bei Junior.

## Figuren
Die Figuren in der Serie entsprechen denen des 4. Films, der im Jahr 1987 erschienen war. Die Serie wurde in den beiden Folgejahren veröffentlicht. Figuren späterer Filme wie z. B. Nick Lassard kommen nicht vor.
Die vorkommenden Figuren sind:
- Carey Mahoney: der Anführer des Teams und Frauenschwarm.
- Larvell Jones: Freund von Mahoney mit der Gabe, jegliche Geräusche zu imitieren.
- Carl Sweetchuck: ein sehr kleiner ängstlicher Polizist mit Brille. Sein Partner ist Zed.
- Zed McGlunk: kleiner Polizist mit roten Haaren, der durch sein unkultiviertes Benehmen heraussticht.
- Moses Hightower: der größte und stärkste der Polizisten. Bei vielen Einsätzen und Aktionen hat er eine Partnerin, Laverne Hooks.
- Laverne Hooks: sie ist klein und redet mit einer piepsigen Stimme. Meistens ist sie eher passiv, setzt sich aber in schwierigen Situationen immer durch.
- Thomas Conklin „House“ : ein dicker Polizist mit ständigem Hunger. Der einzige in der Gruppe ohne Partner.
- Eugene Tackleberry: er trägt Motorradhelm mit Sonnenbrille und trägt immer seine Waffe bei sich. Seine Partnerin ist Debbie Callahan.
- Debbie Callahan: sie ist groß und hat blonde Haare, die immer hochgesteckt getragen werden. Wie ihr Partner Tackleberry läuft auch sie überwiegend in Sonnenbrille herum.
- Thaddeus Harris: der innerpolizeiliche Gegenspieler und gnadenlose Karrierist.
- Proctor: treudoofer Assistent von Harris.
- Eric Lassard: der verstreute Kommandant der Polizeischule.

Keiner der Schauspieler der Filme trat als Sprecher der entsprechenden Figuren in Erscheinung.

## Synchronisation
| Rolle              | englischer Sprecher | deutscher Sprecher |
| ------------------ | ------------------- | ------------------ |
| Captain Harris     | Len Carlson         | Eberhard Prüter    |
| Zed                | Dan Hennessey       | Santiago Ziesmer   |
| Eugene Tackleberry | Dan Hennessey       | Karl Schulz        |
| Sweetchuck         | Howard Morris       | Wilfried Herbst    |
| Der Professor      | Howard Morris       | Georg Tryphon      |
| Larvell Jones      | Greg Morton         | Sven Hasper        |
| Moses Hightower    | Greg Morton         | Marlin Wick        |
| Anchor             | Suzette Myers       | ???                |
| House              | Don Francks         | Tom Deininger      |
| Proctor            | Don Francks         | ???                |
| Laverne Hooks      | Denise Pidgeon      | ???                |
| Debbie Callahan    | Denise Pidgeon      | ???                |
| Carey Mahoney      | Ron Rubin           | Frank Schröder     |
| Bill               | Noam Zylberman      | ???                |
| Bobby              | Noam Zylberman      | ???                |
| Eric Lassard       | Tedd Dillon         | Jochen Schröder    |
| Mauser             | Rex Hagon           | ???                |

## Episoden
| Nr. ges. | Nr. | Folgentitel (Deutsch)        | Folgentitel (Original)          |
| -------- | --- | ---------------------------- | ------------------------------- |
| 1        | 1   | Bringt mir die Clowns        | The Good, The Bad & The Bogus   |
| 2        | 2   | Auf die Kralle, fertig, los! | Puttin' On The Dogs             |
| 3        | 3   | Der Geistermeister           | Phantom of the Precinct         |
| 4        | 4   | Der Angriff der Roboter      | Cops & Robots                   |
| 5        | 5   | Polizisten-Blues             | Police Academy Blues            |
| 6        | 6   | Das Phantom der Oper         | A Blue Knight At The Opera      |
| 7        | 7   | Die stärkste Frau der Welt   | Worth Her Weight In Gold        |
| 8        | 8   | Die Hochzeit des Jahres      | For Whom The Wedding Bells Toll |
| 9        | 9   | Der wilde Westen             | Westward Ho Hooks               |
| 10       | 10  | Operation Ägypten            | My Mummy Lies Over The Ocean    |
| 11       | 11  | Spitzkopfs Rache             | Numbskull's Revenge             |
| 12       | 12  | Ruf den Doktor, Proctor!     | Proctor, Call A Doctor!         |
| 13       | 13  | Die dicke Bertha             | Little Zed & Big Bertha         |
| 14       | 14  | Verflucht und zugenäht       | Curses On You!                  |
| 15       | 15  | Licht aus, Spot an, Hilfe!   | Lights, Action, Coppers!        |
| 16       | 16  | Die lieben Kinderchen        | Camp Academy                    |
| 17       | 17  | Diamantenschimmer            | The Tell Tale Tooth             |
| 18       | 18  | Weiches Herz und harter Zahn | Mr. Sleaze Versus Lockjaw       |
| 19       | 19  | Amazonas-Astronauten         | Spaced Out Space Cadets         |
| 20       | 20  | Spezialagent 839             | Sweetchuck's Brother            |
| 21       | 21  | Meister Shiro                | Karate Cop                      |
| 22       | 22  | Die Großstadtsurfer          | The Hang Ten Gang               |
| 23       | 23  | Neun Cops und ein Baby       | Nine Cops And A Baby            |
| 24       | 24  | Fisch und Mikrochips         | Fish & Microchips               |
| 25       | 25  | Weich wie Wachs              | Precinct of Wax                 |
| 26       | 26  | Die Polizeipfadfinder        | Cop Scouts                      |

| Nr. ges. | Nr. | Folgentitel (Deutsch)              | Folgentitel (Original)             |
| -------- | --- | ---------------------------------- | ---------------------------------- |
| 27       | 1   | Professor Jekyll und Gangster Hyde | Professor Jekyll And Gangster Hyde |
| 28       | 2   | Ab in den Knast                    | Operation Big House                |
| 29       | 3   | Rollendes Gold                     | Kingpin's Council of Crime         |
| 30       | 4   | Der König der Meere                | Ship Of Jewels                     |
| 31       | 5   | Im Rachen des Drachen              | Zillion Dollar Zed                 |
| 32       | 6   | Ran an die Comics                  | The Comic Book Caper               |
| 33       | 7   | Schräge Vögel unter sich           | The Monkey Trial                   |
| 34       | 8   | Wenn die Dollars nur so rollen     | Rolling For Dollars                |
| 35       | 9   | Eine Extrawurst für K-9            | K-9 Corps And The Peking Pooch     |
| 36       | 10  | Eine schöne Bescherung             | Santa With A Badge                 |
| 37       | 11  | Vornehm geht die Welt zugrunde     | Suitable For Framing               |
| 38       | 12  | Polizisten-Rap                     | Rock Around The Cops               |
| 39       | 13  | Tod dem Wüstensohn                 | Prince And The Copper              |
| 40       | 14  | Der große Shandar                  | Now You Steal It, Now You Don't    |
| 41       | 15  | Ring frei für Maxine               | Mad Maxine                         |
| 42       | 16  | Falsches Spiel mit Captain Harris  | Trading Disgraces                  |
| 43       | 17  | Der Tag der wilden Reiter          | Champ                              |
| 44       | 18  | Im Zweifel für den Angeklagten     | Wheels of Fortune                  |
| 45       | 19  | Wenn die Wölfe heulen              | The Wolf Who Cried Boy             |
| 46       | 20  | Lawinen und andere Katastrophen    | Snow Job                           |
| 47       | 21  | Einmal Polizist – immer Polizist   | A Bad Knight For Tackleberry       |
| 48       | 22  | Sweetchuck ist der Größte          | Supercop Sweetchuck                |
| 49       | 23  | Der Voodoo-Zauber                  | Deja Voodoo                        |
| 50       | 24  | Helden der Luft                    | Flights Of The Bumbling Blues      |
| 51       | 25  | Die Hamburger-Mafia                | Big Burger                         |
| 52       | 26  | Morgen um Mitternacht              | Fat City                           |
| 53       | 27  | Die Spur ins Nichts                | Elementary, My Dear Coppers!       |
| 54       | 28  | Der König des Kongos               | Dr. Deadstone, I Presume           |
| 55       | 29  | Die Kürbis-Fehde                   | The Hillbilly Blues                |
| 56       | 30  | Sabotage                           | Survival Of The Fattest            |
| 57       | 31  | Die Giftspritze                    | The Junkman Ransoms The Ozone      |
| 58       | 32  | Flucht durch Yellowstone           | Grads On Tour                      |
| 59       | 33  | Wie in guten alten Zeiten          | Like Coppers, Like Son             |
| 60       | 34  | Das perfekte Verbrechen            | Ten Little Cops                    |
| 61       | 35  | So ein Zirkus!                     | Big Top Cops                       |
| 62       | 36  | Ein märchenhafter Mord             | Alpine K-9s                        |
| 63       | 37  | Eine einzige Lüge                  | The Legend Of Robin Good           |
| 64       | 38  | Entführung erster Klasse           | Hawaii Nine-0                      |
| 65       | 39  | Diebe wie wir                      | Thieves Like Us                    |